# 塔拉西夫卡 (日托米爾區)
50°10′38″N 28°51′26″E / 50.17722°N 28.85722°E
塔拉西夫卡（烏克蘭語：Тарасівка），是烏克蘭北部的村莊，隸屬日托米爾州的日托米爾區。該村面積0.08平方公里，海拔高度226米，2001年人口156，人口密度每平方公里2,025.97人。